# Holthausen (Düsseldorf)

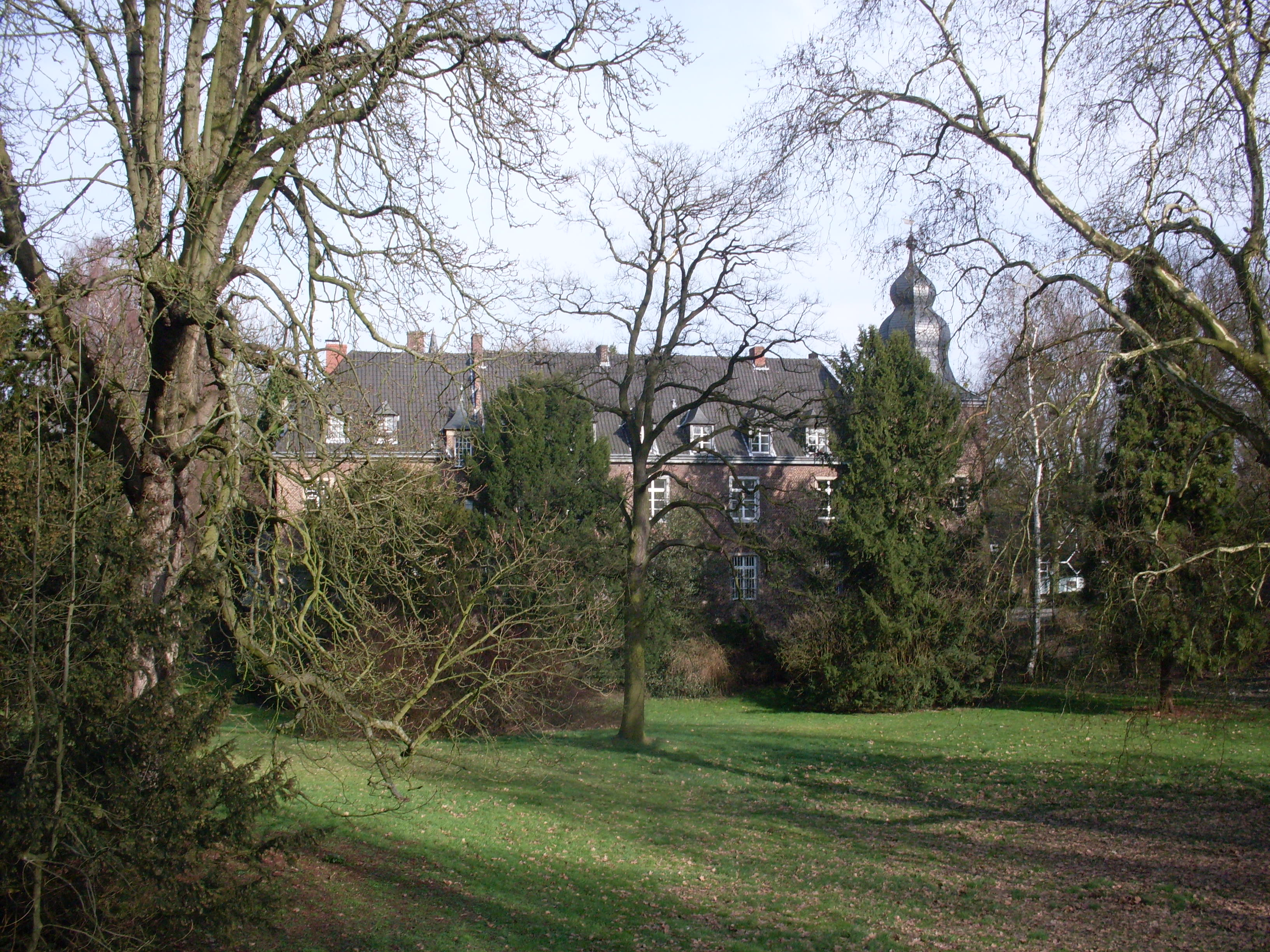
Schloss Elbroich

Holthausen ist ein Stadtteil der nordrhein-westfälischen Landeshauptstadt Düsseldorf.

## Geographie
Der Stadtteil hat ca. 13.000 Einwohner. Er liegt im Düsseldorfer Süden und gehört zum Stadtbezirk 9. Im Westen grenzt er an den Stadtteil Itter, im Nordwesten an Wersten, im Norden an Eller, im Osten an Reisholz und im Südosten an Benrath.

## Geschichte

### Bis zur Eingemeindung 1929
Erste Ansiedlungen von Kelten oder Germanen werden in der Gegend für das 9. vorchristliche Jahrhundert vermutet, eine dauerhafte Besiedlung seit dem 1. oder 2. nachchristlichen Jahrhundert.
In einer Gerichtserkundung zu den Landgerichten im Düsseldorfer Süden von 1555 wurden 5 Gerichte angeführt. Zwei dieser fünf sind Ordenbach und Hemmelgeist. Für die Zusammensetzung dieser beider nach einer Vereinigung zu einem gemeinsamen Landgericht wurde angegeben: „Ordenbach, It, uf Ordenbach seint 3 Scheffen und einen Schreiber. Ist eine honschafft (Ortschaft) Ordenbach. Hemmelgeist hat den Vogten, 4 Scheffen und einen Schreiber und vunff hondschafften: 1. Benrod, 2. Itter, 3. Hemmelgeist, 4. Wersten, 5. Holthusen“. Diese Gerichtserkundung enthält damit eine, wenn nicht sogar die älteste Verwendung des Namens Holthausen und bestätigt eine vorhandene Ortschaft. Der Namen leitet sich von „Holz“ und „Hausen“ ab, im Sinn von Heim oder Siedlung, eine im Holz beziehungsweise Wald gelegene Siedlung. Der Name ist in Westdeutschland sehr häufig, allein in Nordrhein-Westfalen gibt es mehr als 20 so bezeichnete Orte, Stadtteile oder Güter.
Ältere Daten als von der Ortschaft sind von dem Rittersitz Haus Elbroich überliefert, der für die Entwicklung der Gegend um Holthausen im Mittelalter große Bedeutung hatte. 1189 übertrug Arnold von Tyvern seine umfangreichen Güter an den Grafen Engelbert von Berg. Dieser übergab diversen Geschlechtern in seinem Herrschaftsbereich einige dieser Güter. Zu diesen Gütern gehörten auch Ländereien im Düsseldorfer Süden. Im 15. Jahrhundert waren die Herren von Elner (Eller) Besitzer von umfangreichen Ländereien, darunter auch Elbroich. Im Jahre 1447 teilten die Brüder Heinrich und Johann den Besitz auf. Heinrich von Elner erhielt Haus Eller mit Erbwaldgrafenamt in der Bilker und Reisholzer Gemark. Johann von Elner wurde Eigentümer von Elbroich, einem Allodialgut (kein Lehen), und das Erbförsteramt in der Reisholzer Gemark.
Noch im 15. Jahrhundert fiel Haus Elbroich an Herzog Wilhelm von Jülich-Berg zurück. Dieser übertrug es an Christina von der Heiden. Über Arnold von Spythe, ab 1492 Johann von Retrandt und ab 1501 Engelbert von Retrandt, erwarb am 10. April 1589 Georg von Neuhoff das Gut. Um 1600 baute dieser das aktuelle Burghaus mit Turm und legte Wassergräben und Teiche an. Vor der Torbrücke wurden die Wirtschaftsgebäude des Gutes errichtet, der Brückerhof. 1617 erbt Sohn Jakob. Nach dessen Tode 1656 folgt sein Bruder Kaspar Friederich von Neuhoff und ab 1677 die Schwester Magarethe, verheiratete von Etzbach. Deren Tochter, Marie Anne von Etzbach, war Ende des 17. Jahrhunderts letzte Erbin von Haus Elbroich aus dem Hause von Neuhoff. Sie heiratete Freiherrn Wilhelm Dietrich von der Horst wodurch die „Herren von Horst“ Eigentümer wurden. 1769 erbte als letzte aus dieser Familie Marie Anna von der Horst das Gut. Sie verkaufte es 1802 an Carl Friederich, Freiherr von Wendt. Weitere Besitzer waren ab 1804 Familie von Bertrab, ab 1852 Familie Trinkhaus-Heye und von 1954 bis 1989 der Caritasverband. Der große Park wurde 1954 von der Stadt Düsseldorf erworben und ist seitdem für die Bevölkerung geöffnet.
Neben dem Rittersitz Haus Elbroich werden noch weitere größere Güter im Gebiet Holthausen in alten Urkunden angeführt. Nachfolgend einige davon:
- Der Brückerhof: Der Name bezieht sich nicht auf den heutigen nördlich gelegenen ‚Brückerbach‘, sondern auf seine Lage ‚unmittelbar vor dem Burggraben von Haus Elbroich‘. Wie bereits angeführt war dieser Hof ursprünglich das Wirtschaftsgebäude des Gutes, das vom Herrenhaus getrennt war. 1748 wird der von 1600 stammende Wirtschaftshof von Adrian Wilhelm Hermann, Freiherr von der Horst erneuert.
- Der Kamper Hof: Dieser freiadelige Hof war ursprünglich ein Vorwerk von Haus Elbroich. In der ersten Hälfte des 15. Jahrhunderts bewirtschaftete ‚Johann von Kampe‘ den Hof. Etwa 100 Jahre später wurde in Protokollen der Reisholzer Gemarke Herr von Lützenrath „op syn Hoff zu Kamp“ als Besitzer genannt.
- Niederheider Hof, ursprünglich als Heiderhof, Heyderhof oder Hof zur Heyden bezeichnet und erst ab 1814 zur Unterscheidung zum Hof zu Oberheid Niederheider Hof genannt: Dieser Hof war ein ritterfreier Hof. Als Besitzer sind bekannt: im 15. Jahrhundert Familie von Sobbe oder Zoppe, danach die Herren von Plittersdorf, 1685 Melchior Voets, 1778 Galeriedirektor Krahe und 1791 Freiherrn Anton von Quast. Über Kaspar Uellenhorst 1814 und danach Familie Trinkhaus-Heye wurde 1974 die Stadt Düsseldorf Eigentümer. Heute ist er Mittelpunkt einer Freizeitanlage und Kinderbauernhof.

Anfang des 19. Jahrhunderts wurde aus Holthausen mit Itter die selbständige Landgemeinde Holthausen-Itter gebildet, die von der Bürgermeisterei Benrath verwaltet wurde. Näheres zur weiteren Geschichte bis zur Eingemeindung nach Düsseldorf 1929 sind im Artikel Benrath (hier) angegeben.

### Ab etwa 1929

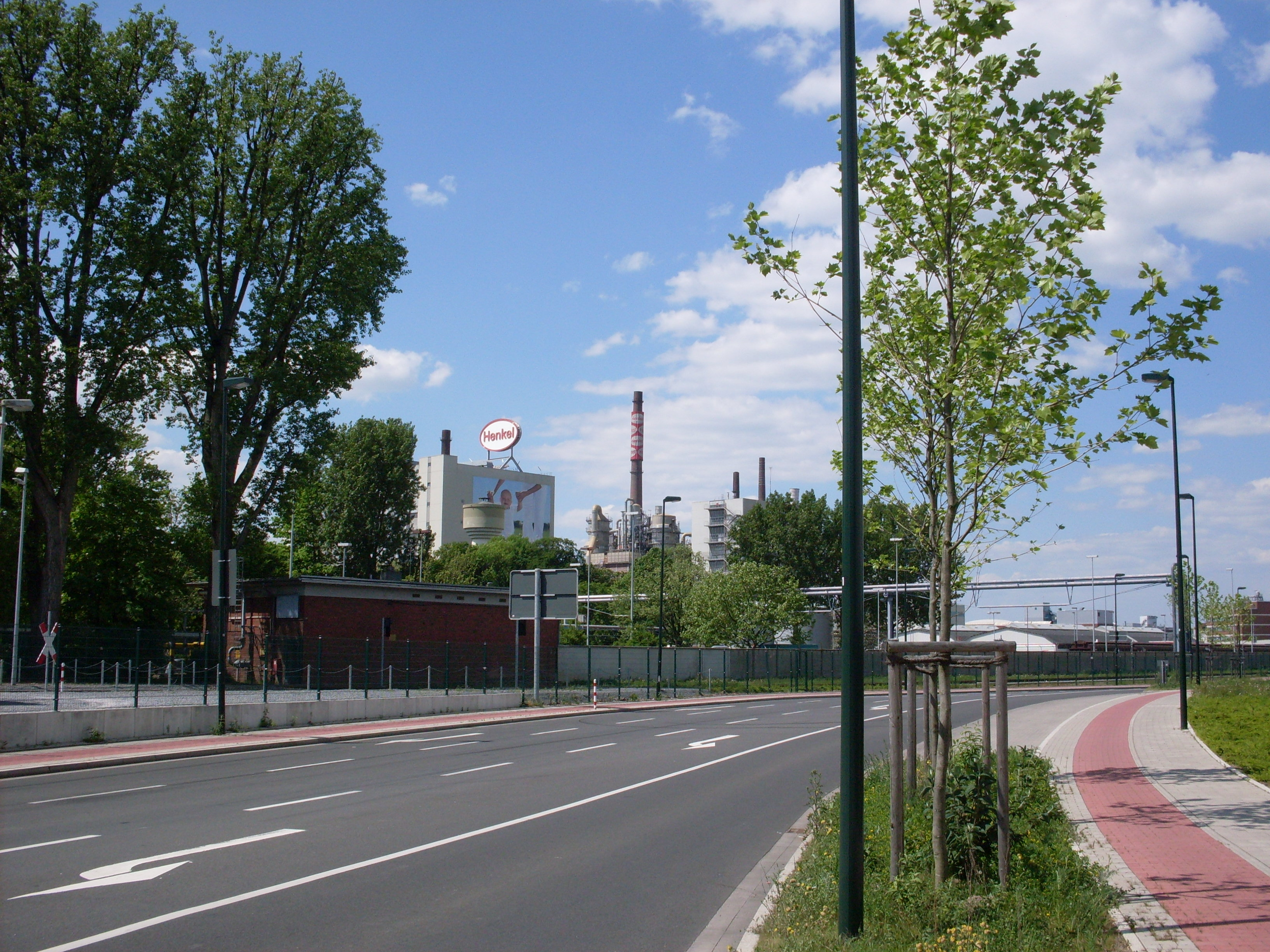
Reisholzer Bahnstraße, im Hintergrund das Henkel-Werk

Nach der Ansiedlung von Henkel im Jahr 1900 wuchs Holthausen sehr schnell. Es entstanden neue Siedlungen für die Henkel-Mitarbeiter.
Im Süden grenzt Holthausen an den Rhein. Dort liegt der Reisholzer Hafen, welcher seit 1901 der zweitwichtigste Umschlagsplatz für Rohstoffe und Waren von und zu der Rheinschiffahrt im Düsseldorfer Stadtgebiet ist. Als wichtigste Verkehrsader durchzieht die Kölner Landstraße und Bonner Straße (ehemalige Bundesstraße 8) das Gebiet des Stadtteils von Nordwesten nach Südosten. Entlastung für die Holthausener Straßen bringen die in den 1970er Jahren gebaute den Stadtteil im Westen und Süden tangierende mehrspurige Münchener Straße, die 2006 fertiggestellte Verlängerung der Reisholzer Bahnstraße (auch Reisholzer Umgehungsstraße genannt) an der Grenze zu Reisholz und die in den 1980er Jahren gebaute Anschlussstelle Düsseldorf-Holthausen an der Autobahn A 46 im Norden des Stadtteils, die den Hafen und die Industriegebiete besser an das Fernverkehrsnetz anbinden.
Das Rückgrat des öffentlichen Personennahverkehrs bildet die Stadtbahnlinie U76, die im Stadtteilzentrum endet und Holthausen an den Düsseldorfer Hauptbahnhof, die Innenstadt und Krefeld anbindet, und die Stadtbahnlinie U72, die bis nach Ratingen und Benrath fährt. Die Haltestelle „Holthausen“ gehört zu den wichtigsten Haltestellen Düsseldorfs. An ihr steigen mehr als 15.000 Fahrgäste pro Werktag ein, aus oder um.
Die größte Industrieansiedlung im Stadtteil ist das vom Henkel-Konzern und der BASF-Gruppe gemeinsam genutzte Werksgelände, das unmittelbar östlich am Stadtteilzentrum angrenzt und dessen Schornsteine die Silhouette des Stadtteils bestimmen. Dort befinden sich auch die Hauptverwaltung der Henkel AG & Co. KGaA und die Firmensitze mehrerer Henkel-Tochtergesellschaften.

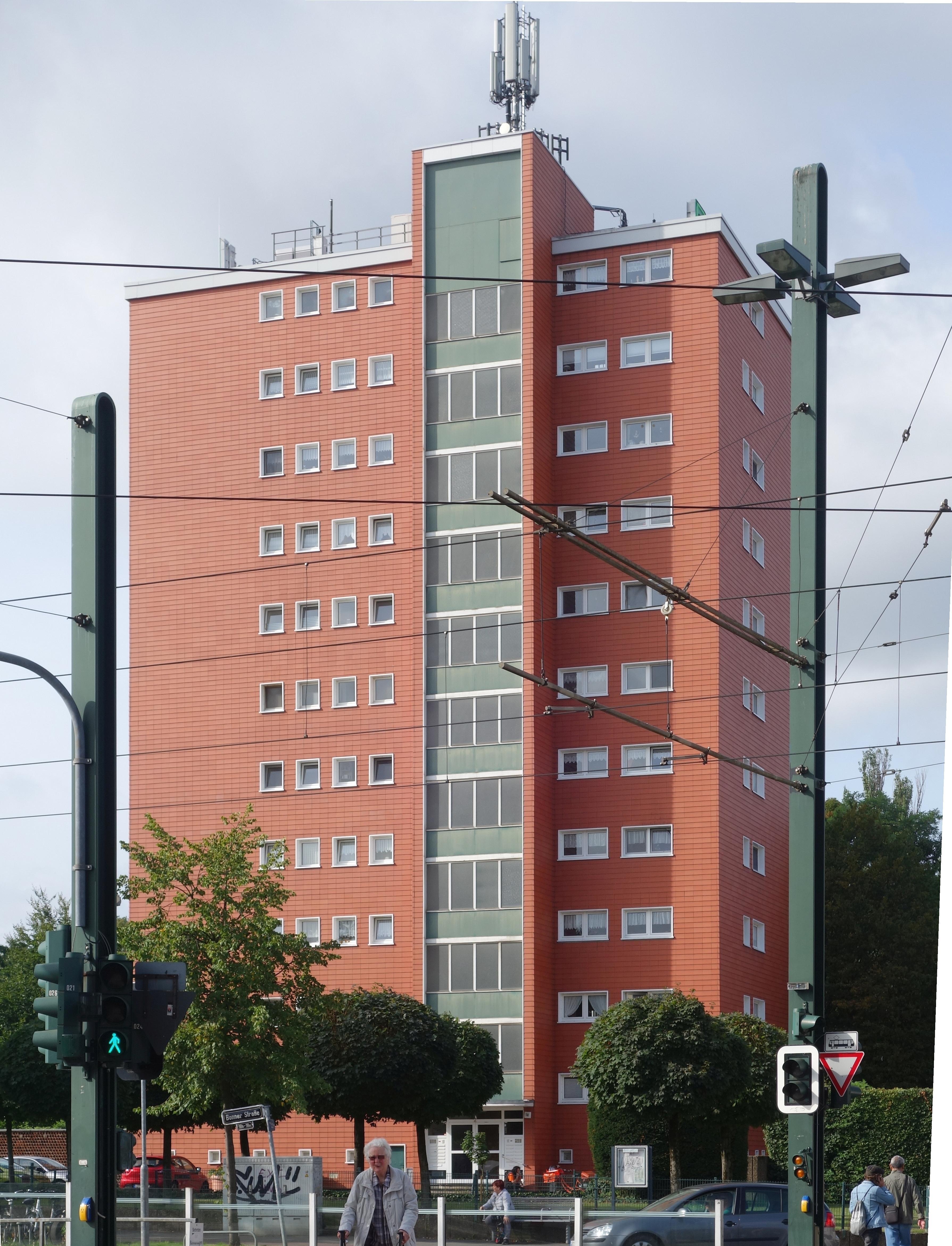
Wohnhochhaus Henkelsiedung I (Bonner Straße 14)
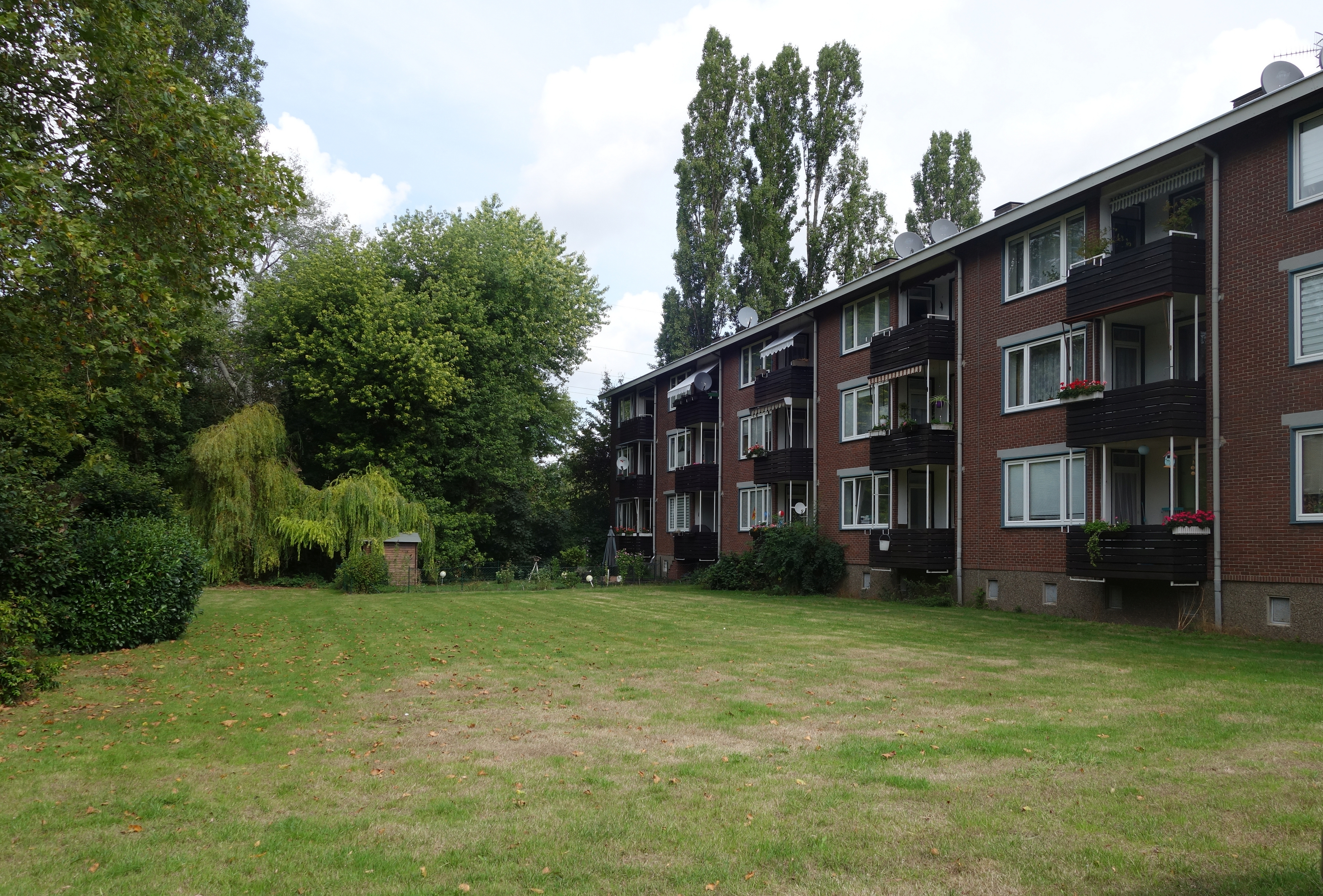
Wohnhäuser Henkelsiedlung II

1953 entstand die Henkelsiedlung I auf dem 4 ha großen Gebiet am Kamper Acker. Dabei wurden ein 32 m hohes, elfgeschossiges Wohnhochhaus erbaut. Es ist das erste und einzige Hochhaus. 1956 wurde die Henkelsiedlung II auf dem 25 ha großen Gebiet am Elbroichpark durch Walter Köngeter und Ernst Petersen im Stil der Gartenstadt-Tradition der 1930er Jahre erbaut.
Im Holthausener Süden befand sich das von RWE 1906 erbaute, 1966 stillgelegte und 1974 abgerissene Kraftwerk Reisholz, das zeitweise das größte Steinkohlekraftwerk der Welt war. Eine Skurrilität stellte der Hochspannungsmast der Rhein-Freileitungskreuzung Reisholz dar, denn unter seinen Beinen lief das Anschlussgleis des Umspannwerks Holthausen hindurch. Parallel zum Rhein vom ehemaligen Kraftwerk über den Hafen weiter stromaufwärts in Richtung Benrath soll in naher Zukunft ein modernes Büro- und Wohnviertel inklusive Sporthafen entstehen. Im Norden des Stadtteils hat IKEA im Jahr 2000 ein Einrichtungshaus auf einer zuvor von Henkel freigegebenen Fläche eröffnet.

## Kultur und Sehenswürdigkeiten

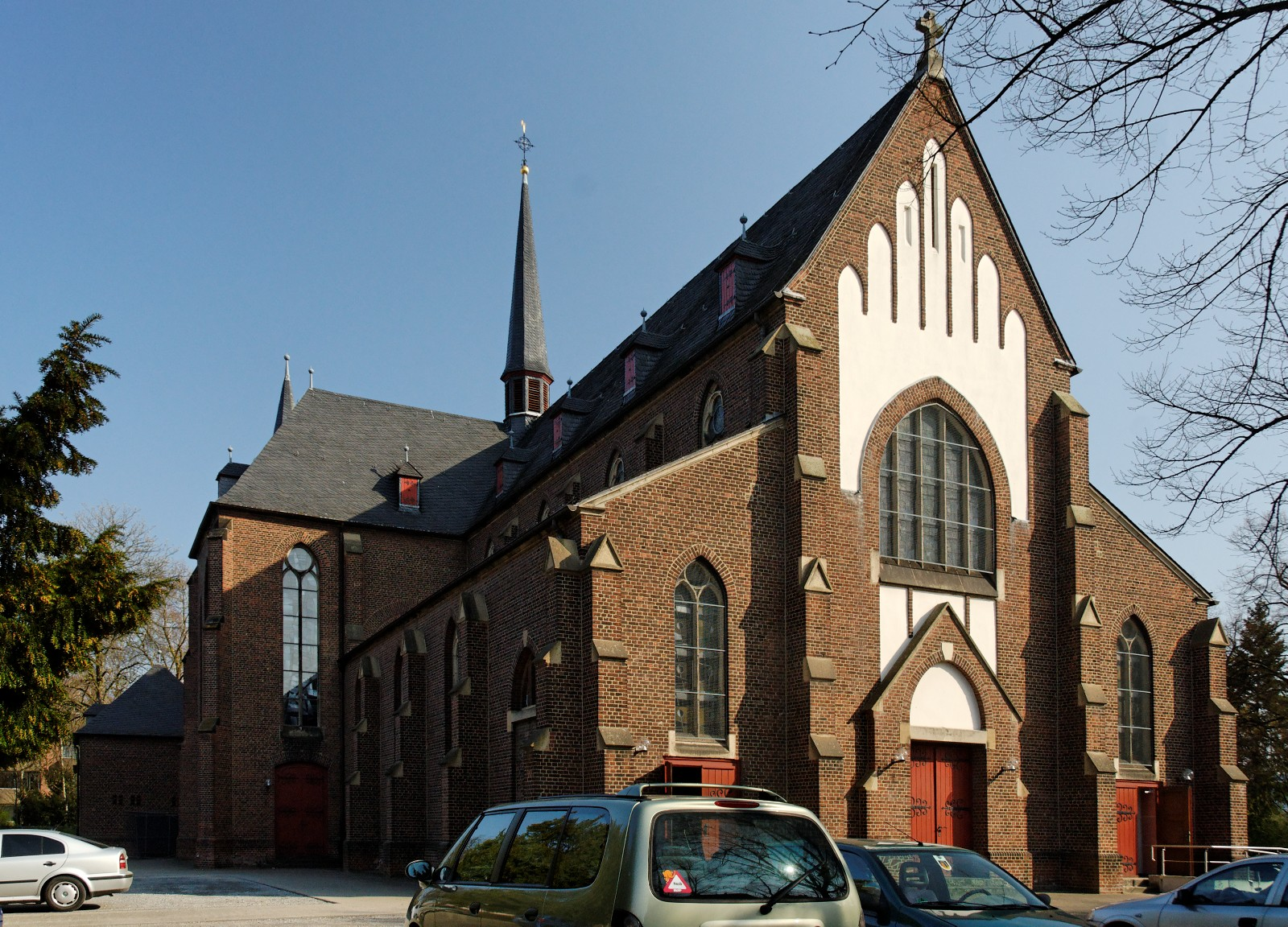
St. Joseph

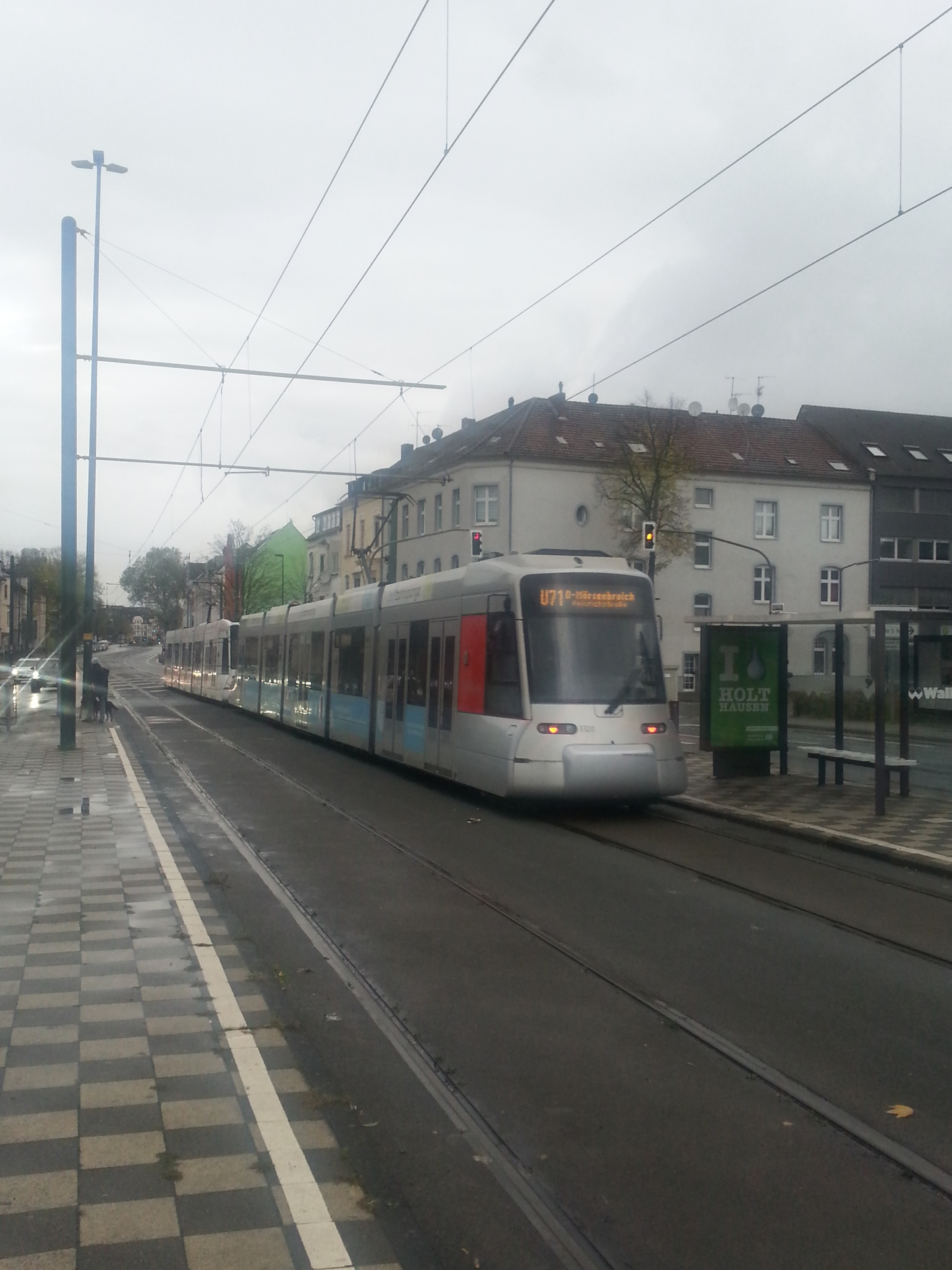
Straßenbahn U71 an der Haltestelle Düsseldorf-Niederheid

Sehenswert ist der Park und das Schloss Elbroich unmittelbar westlich vom Stadtteilzentrum. Zwar hat Holthausen nicht einen so großen Park wie der Schlosspark in Benrath, allerdings ist zu jeder Jahreszeit ein Besuch im Holthausener Elbroichpark empfehlenswert.
Ebenfalls sehenswert ist die katholische Pfarrkirche St. Joseph, die 1905 erbaut wurde. Die Verbundenheit mit dem Konzern Henkel wird am Altar der Kirche sichtbar, denn der Künstler hat die Henkeltürme in das Bild des Altars eingefügt.
Auch in Holthausen wird das Brauchtum intensiv gepflegt. Das Schützenfest findet immer am ersten Wochenende im September statt.
Der Schützenverein Holthausen wurde 1925 gegründet und pflegt seither die Traditionen. Der Schießstand befindet sich auf der Kölner Landstraße 345a in Düsseldorf-Holthausen.
Die Hauptsportanlage ist der am südöstlichen Stadtteilrand liegende Sportpark Niederheid, die nach dem Arena-Sportpark die größte Sportanlage Düsseldorfs. Sie ist auch die wichtigste Wettkampf- und Trainingsstätte des Vereins für Sport und Freizeit von 1975 e. V. (SFD’75), dem mit mehr als 3000 Mitgliedern größten Düsseldorfer Sportverein.
Im Ort liegt der Friedhof Itter.

## Schulen
- Städtische Gemeinschaftsgrundschule – Adolf-Klarenbach-Schule
- St.-Apollinaris-Grundschule – Standort Holthausen
- Städtische Katholische Hauptschule – Itterstraße